# Bertha Lauterer

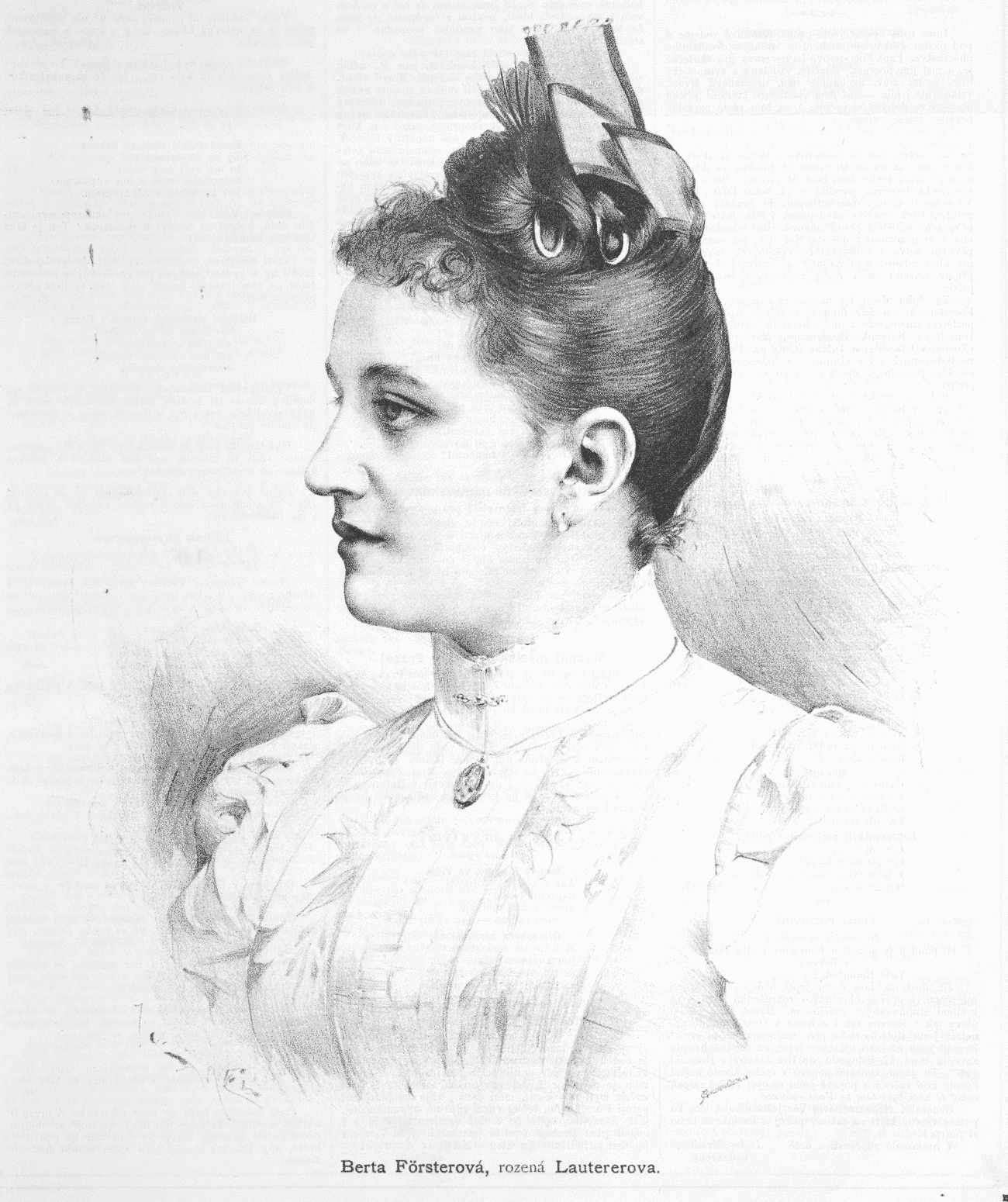
Bertha Foerster-Lauterer (1889)

Bertha Foerster-Lauterer (* 11. Januar 1869 in Prag; † 9. April 1936 in Prag) war eine österreichische Sängerin (Sopran).
Sie war die Tochter eines Prager Kaufmanns. Sie war Schülerin von Antonia Plodková und von Tauwitz in Prag. Sie debütierte 1888 unter dem Namen Berta Lautererová (nach ihrer Heirat Foerstrová-Lautererová) am Nationaltheater von Prag als Agathe im »Freischütz«. 1890 heiratete sie den Komponisten Joseph Bohuslav Foerster (1859–1951). 1892 gastierte sie mit dem Ensemble der Prager Oper anlässlich der Weltausstellung in Wien. Am 12. Februar 1889 sang sie an der Oper von Prag in der Uraufführung von Dvoráks »Jakobiner« die Partie der Julia. Sie sang auch in den Prager Premieren von Verdis »Othello« (1888) und Tschaikowskys »Eugen Onegin« (1888), letztere in Anwesenheit des Komponisten. Bis 1893 blieb sie in Prag und wirkte dann 1893–1901 sehr erfolgreich am Stadttheater (Opernhaus) Hamburg, wo sie zuvor als Mignon von A. Thomas und als Marguerite im »Faust« von Gounod gastiert hatte. 1901 folgte sie einem Ruf an die Hofoper von Wien. Sie gehörte zu den großen Sängerpersönlichkeiten der Gustav Mahler-Epoche der Wiener Hofoper. 1914 gab sie ihre Bühnenlaufbahn auf. Sie lebte seitdem in Prag. Ihre Grabstelle liegt auf dem Vyšehrader Friedhof.

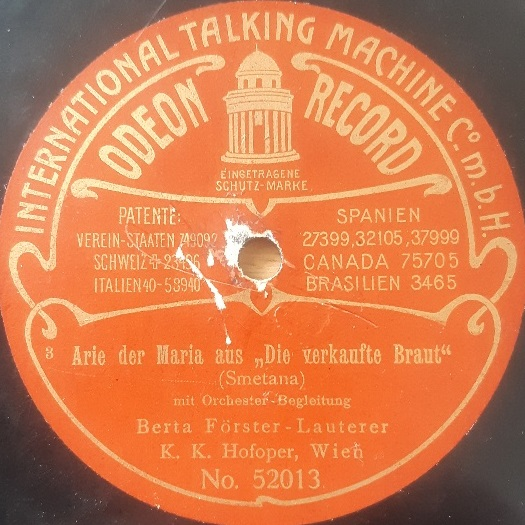
Schallplatte von Bertha Foerster-Lauterer (Wien 1907)

Schallplatten für G&T (Wien 1903), Odeon (Wien 1907) und Jumbo (Prag 1908).
[Lexikon: Foerster-Lauterer, Berta. Kutsch/Riemens: Sängerlexikon, S. 7808 (vgl. Sängerlex. Bd. 2, S. 1169) (c) Verlag K.G. Saur]
[Lexikon: Foerster-Lauterer, Berta. Kutsch/Riemens: Sängerlexikon, S. 7807 (vgl. Sängerlex. Bd. 2, S. 1169) (c) Verlag K.G. Saur]